# Seznam zimbabvejskih dramatikov
Seznam zimbabvejskih dramatikov.

## D
- Tsitsi Dangarembga

## K
- Rory Kilalea

## M
- Dambudzo Marechera
- Aaron Chiwundura Moyo

## N
- Pathisa Nyathi

## S
- Ben Sibenke

## T
- Norman Takawira
- Thompson Kumbirai Tsodzo

## W
- Ngugi Wa Mirii
- Andrew Whaley
- Bart Wolffe